# Pello
Pello este o municipalitate în nordul Finlandei.